# Milchmädchenrechnung
|  | Denne artikel er oprettet af botten PalnaBot ud fra en ekstern database. Den kan derfor have sproglige fejl eller mangler. Denne skabelon kan fjernes efter kontrol af indholdet. |

Milchmädchen Rechnung er en film instrueret af Jesper Bernt.

## Handling
En lavmælt, vanvidshumoristisk film, som skildrer de mildest talt forbløffende konsekvenser af en lille kontaktannonce, som en dag læses i en avis. Filmen handler om møder mellem mennesker - om forviklinger og forhåbninger, begærlighed og besværlighed.